# Orsós János Imre
Orsós János Imre (Temesvár, 1889. május 16. – Debrecen, 1960. február 19.) bőrgyógyász, törvényszéki orvos, egyetemi tanár, Orsós Ferenc (1879–1962) törvényszéki patológus és Orsós Jenő (1893–1962) műtőorvos, egyetemi magántanár testvére.

## Élete
Orsós István hentesmester és Varga Eszter fiaként született. A Temesvári Állami Reáliskolában érettségizett. 1913-ban a Budapesti Tudományegyetemen avatták orvosdoktorrá. Az első világháborúban katonai érdemeiért több kitüntetésben részesült: bronz és ezüst Signum Laudisszal ismerték el, ezen kívül megkapta a Károly-csapatkeresztet is. 
1913 és 1918 között az I. sz. Kórbonctani Intézet díjtalan, majd díjas gyakornoka, 1918 és 1921 között a pozsonyi Erzsébet Tudományegyetem, 1921-től a debreceni Tisza István Tudományegyetem Bőrklinikájának tanársegéde volt. 1923-ban a Jász-Nagykun-Szolnok vármegyei főispán kinevezte a szolnoki közkórház újonnan szervezett bőr- és nemibeteg osztályának főorvosává.
1928 októberében törvényszéki orvosi képesítést szerzett. A következő év márciusában megbízták a szolnoki királyi törvényszék területén felmerülő törvényszéki orvosi tennivalóknak rendes szakértői minőségben való ellátásával. 1936-ban Debrecenben a bőr- és nemikórtan terápia című tárgykörből magántanárrá habilitálták.
1940 áprilisában a debreceni Tisza István Tudományegyetem Orvostudományi Karán a Bőr- és Nemikórtani Tanszék nyilvános rendkívüli egyetemi tanárává, az év decemberében nyilvános rendes tanárává választották. 1940-től 1944-ig vezette a debreceni Bőr- és Nemikórtani Klinikát.
A második világháború idején előbb Budapestre, majd a németországi Halléba menekült. Hazatérése után az igazolóbizottság nyugdíjazásra ítélte.
Hajdúböszörményben higiénikus fogorvosként sikerült elhelyezkednie. Szakrendeléseket is tartott. 
Égési sérülésekkel, a psoriasis novocainos kezelésével, bőrtuberkulózissal, fertőző betegségekkel foglalkozott.

### Családja
Házastársa Virth Margit (1892–?) volt, Virth Antal kereskedő és Bieber Mária lánya, akivel 1915. április 21-én Budapesten kötött házasságot.

## Művei
- A bőrgenyedésről. (Orvosképzés, 1927)
- Egyszerűsített praecipitatiós luesreactio. (Orvosi Hetilap, 1927, 32.)
- A Staphylococcus erysipelas kezelésével kapcsolatos tapasztalatok. (Wiener Medizinische Wochenschrift, 1941)
- A syphilis gyógyítása. (Orvosképzés, 1943)
- A bőr gümős fertőzése. (Orvosképzés, 1944)
- Adatok az erythematodes kortanához. (Orvosképzés, 1944)